# 维勒绍沃
维勒绍沃（法語：Villechauve，法語發音：[vilʃov]）是法国卢瓦-谢尔省的一个市镇，位于该省西部，和安德尔-卢瓦尔省接壤，属于旺多姆区。

## 地理
维勒绍沃（47°38'59"N, 0°56'30"E）面积11.02 平方千米，位于法国中央-卢瓦尔河谷大区卢瓦-谢尔省，该省份为法国中北部省份，北起厄尔-卢瓦省，东北接卢瓦雷省，东南接谢尔省，南至安德尔省，西南接安德尔-卢瓦尔省，西北接萨尔特省。
与维勒绍沃接壤的市镇（或旧市镇、城区）包括：布雷讷河畔讷维尔、索奈、欧通、圣阿芒-隆普雷、圣古尔贡、维勒波尔谢。
维勒绍沃的时区为UTC+01:00、UTC+02:00（夏令时）。

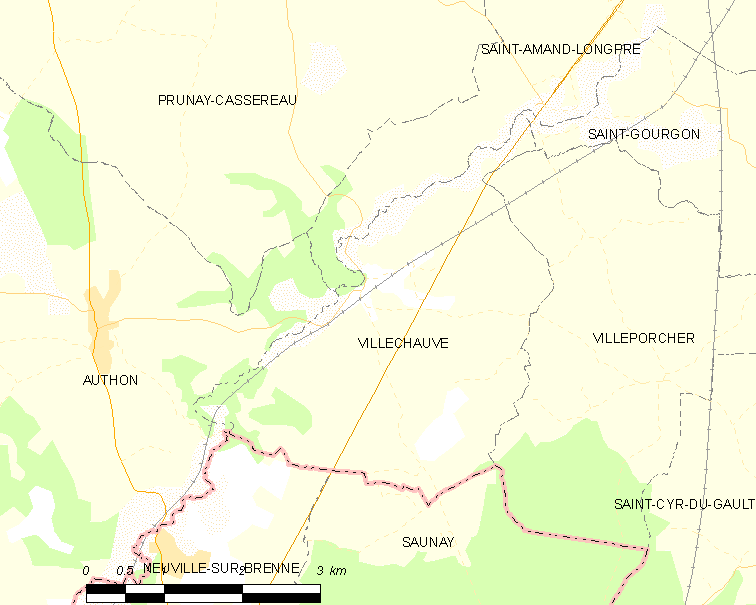
维勒绍沃的OSM定位图

## 行政
维勒绍沃的邮政编码为41310，INSEE市镇编码为41278。

## 政治
维勒绍沃所属的省级选区为卢瓦河畔蒙图瓦尔县。

## 交通
法国国道N10线经过境内。

## 人口

1962-2008年间维勒绍沃人口变化图示

维勒绍沃于2022年1月1日时的人口数量为255人。